# Franz Löblich

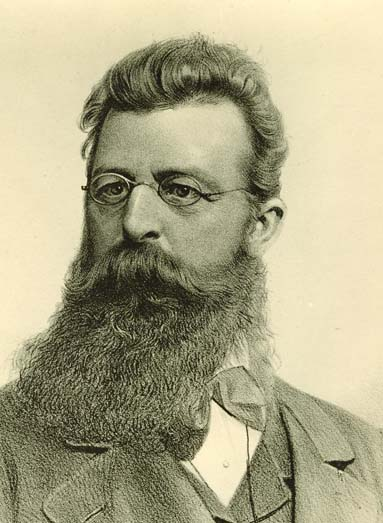
Franz Löblich

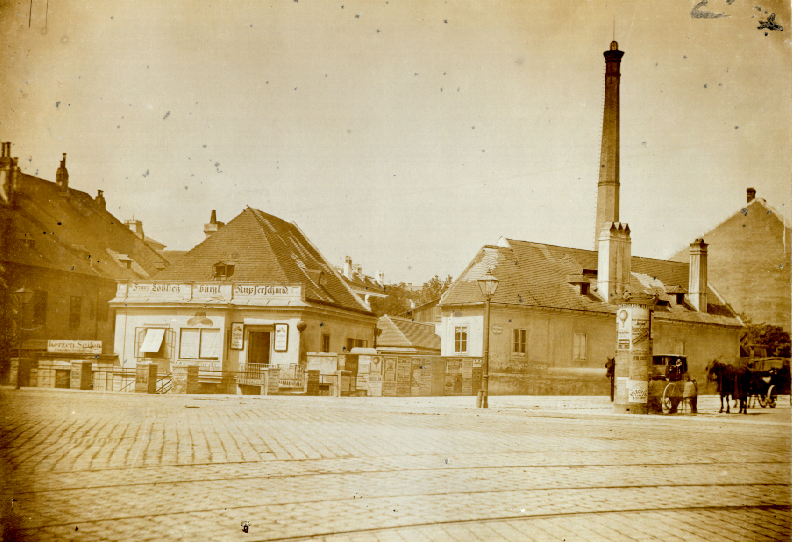
Die Kupferschmiede Löblich Wien, Himmelpfortgrund 1 (heute Nußdorfer Straße 21), um 1870

Hofkupferschmied Franz Löblich und seine Familie vor dem Wohnhaus am Firmengelände Nußdorfer Straße 21/Sechsschimmelgasse 3–5, um 1895

Todesanzeige zum Ableben Franz Löblichs in einer Wiener Zeitung von 1897

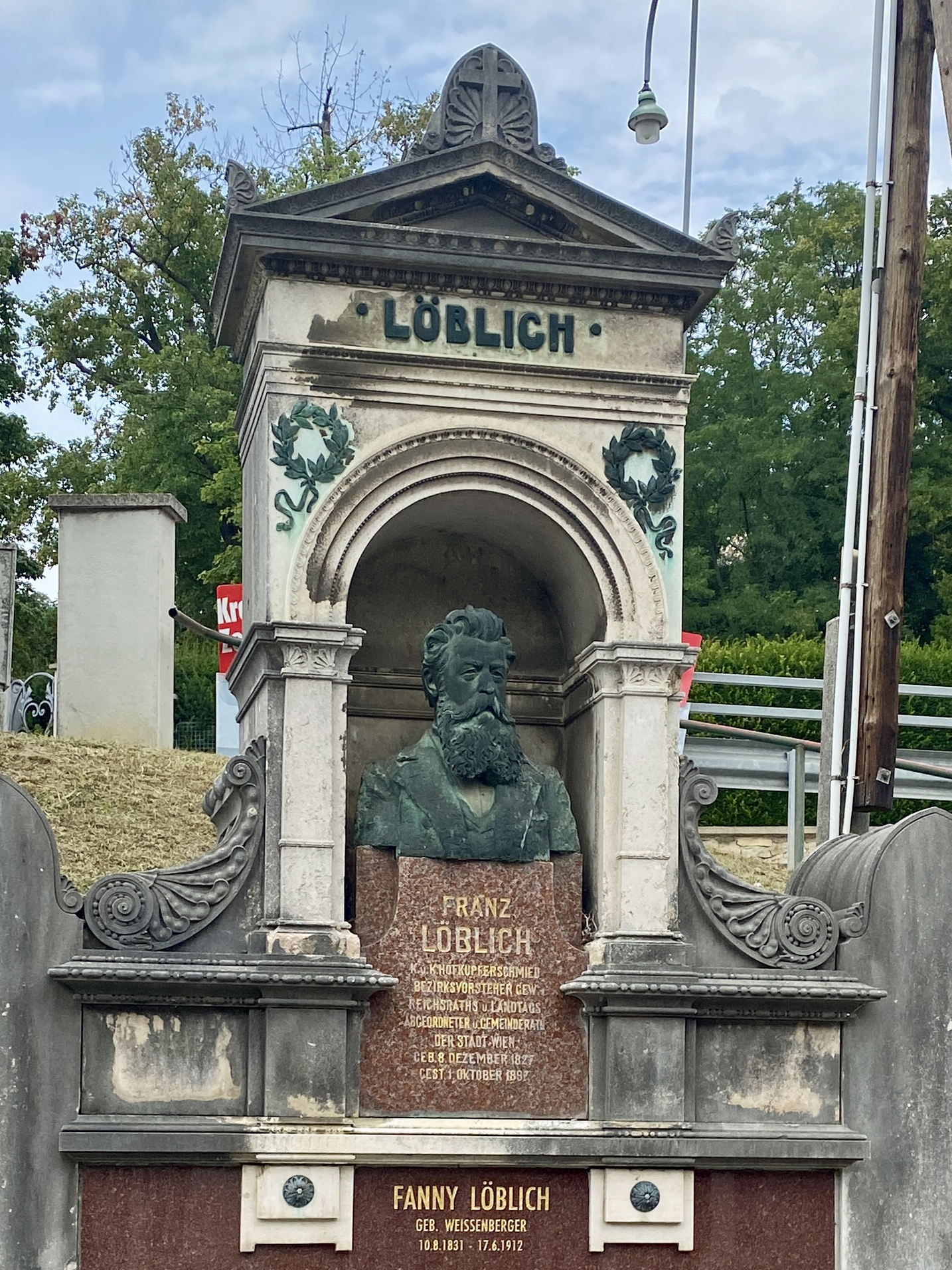
Grab von Franz Löblich auf dem Weidlinger Friedhof

Franz Löblich (* 8. Dezember 1827 in Wien; † 1. Oktober 1897 ebenda) war ein österreichischer Unternehmer und Politiker.

## Leben
Franz Löblich war bereits in seiner Jugend – neben seinem Handwerk als Kupferschmied – politisch aktiv und engagiert. So hatte er sich 1848 an der Revolution in Dresden und 1849/50 als Freiwilliger an der Erhebung gegen Dänemark in Schleswig-Holstein beteiligt. Franz Löblich nützte den wirtschaftlichen Aufschwung der Gründerzeit in Österreich, um seinen Betrieb, der lange Zeit ein Kupferschmiede-Kleinbetrieb auf handwerklicher Basis geblieben war, auszubauen und zu einer größeren Manufaktur zu erweitern.
Als Politiker war Löblich Wiener Gemeinderat, niederösterreichischer Landtagsabgeordneter und Abgeordneter im Reichsrat der K.u.K. Monarchie. Er war engagierter Demokrat und als Kommunalpolitiker schließlich auch Bezirksvorsteher des 9. Wiener Gemeindebezirks Alsergrund. Franz Löblich setzte sich als Bezirkspolitiker sehr erfolgreich für die Entwicklung des Wiener Gemeindebezirks Alsergrund ein. Herausragend ist sein humanitäres Wirken im Bereich der Kinderbetreuung. Löblich wohnte in der Sechsschimmelgasse 5. 
Eine besondere Leistung von Franz Löblich mit nachhaltiger Bedeutung für den heutigen neunten Wiener Gemeindebezirk war die erfolgreiche Durchsetzung der Standortwahl bei der Errichtung des Franz-Josefs-Bahnhofs 1872. Hier wurde die Zielsetzung verfolgt, dass sich dieser Bau auf seine unmittelbare Umgebung in wirtschaftlicher Hinsicht positiv auswirken soll. Als politischer Vertreter der Gewerbetreibenden im Lichtental/Alsergrund hatte der Gemeinderat und Landtagsabgeordnete bzw. spätere Wiener Bezirksvorsteher Franz Löblich eine überregionale Perspektive und große Vorteile für den Bezirk im Auge und der Bahnhof der in die reichsten Provinzen führenden Strecke sollte sich in der Folge über viele Jahrzehnte auf seine Umgebung im Bezirk wirtschaftsbelebend auswirken. 
Auch die Errichtung der 1880 eröffneten Markthalle Nußdorfer Straße geht auf eine Initiative Franz Löblichs zurück – ein für die Stadtentwicklung bis heute wirksamer Impuls zur innerstädtischen wirtschaftlichen Belebung im Bezirk.
Als Unternehmer hatte er sich mit Erfolg an der Weltausstellung 1873 beteiligt. 
Franz Löblich war von 1863 bis 1886 Wiener Gemeinderat, Abgeordneter im niederösterreichischen Landtag von 1870 bis 1871, und Abgeordneter im österreichischen Reichsrat von 1879 bis 1885. Als Hofkupferschmied des Kaiserhauses stand er 27 Jahre der Genossenschaft der Kupferschmiede in Wien vor und war 16 Jahre lang Armenrat und Waisenvater und schließlich Bezirksvorsteher des 9. Bezirks von 1889 bis 1897. 
1893 wurde die Firma Löblich zum K.u.K. Hoflieferanten ernannt. Das von ihm geführte, auf das Jahr 1738 zurückgehende und seit 1823 in Besitz der Familie Löblich befindliche Unternehmen, die Löblich & Co. Kessel und Apparatebau KG ist in den Geschäftsbereichen Gastronomietechnik und Heiztechnik tätig und befindet sich bis heute im Familienbesitz der Nachkommen von Franz Löblich.

## Familie
Löblich war mit Franziska Weissenberger (1831–1912) verheiratet und Vater von elf Kindern: Max, Leopold, Franz, Friedrich, Emil, Oskar, Robert, Franziska, Franz II., Franziska II. und Josefine.
Franz Löblich starb 1897 und ist in dem auf dem Weidlinger Friedhof bei Wien von Robert Oerley entworfenen Familiengrab (dem ersten Werk dieses Architekten) begraben. Zu seinem Gedenken ist sowohl in Wien als auch in Weidling eine Löblichgasse nach ihm benannt.

## Ehrungen
- 1859 Bürgerrecht von Wien für Leopold und Franz Löblich
- K.u.k. Hofkupferschmied (1893)
- Armenrat und Bezirksvorsteher des IX. Wiener Gemeindebezirks
- Mitglied des Wiener Gemeinderats
- Abgeordneter zum Reichsrat der K.u.k. Monarchie
- Abgeordneter zum Niederösterreichischen Landtag
- Vorsteher der Genossenschaft der Kupferschmiede der Reichshauptstadt Wien
- Ortschulrats-Obmann des IX. Wiener Gemeindebezirks
- Gründer und Ehrenpräsident des Kindergartenvereins und Suppen- und Teeanstalt im 9. Bezirk
- Präsident des Caroline Riedl'schen Kinderspitals Wien IX.
- Ehrenmitglied des Wiener zentral-Krippenvereines
- Lokaldirektor der Marie-Valerie Krippe und der ersten Wiener Schulküche
- Obmann der Knabenbeschäftigungsanstalt Wien IX.
- Obmann und Ehrenmitglied zahlreicher gewerblicher und sozialer Vereine
- Namensgeber der Löblichgasse in Wien, 9. Bezirk (1898)[1][2]
- Benennung der Löblichgasse am Familiensommersitz in Klosterneuburg/Weidling (Niederösterreich)
- Ehrenbüste im Wiener Rathaus, Volkshalle
- Teilnahme an der Weltausstellung Wien 1873
- Jubiläumsgewerbeausstellung Wien 1888: Ehrendiplom